# مایکل دانلوپ (بازیکن فوتبال، زاده ۱۹۸۲)
مایکل دانلوپ (انگلیسی: Michael Dunlop؛ زادهٔ ۵ نوامبر ۱۹۸۲) بازیکن فوتبال است.